# 김태종 (외교관)
김태종(1947년 12월 12일~)은 조선민주주의인민공화국의 외교관이다.
평양국제관계대학의 교수이던 그는 1984년에 조선로동당 국제부 과장을 맡았으며, 네팔과 라오스, 브라질 대사 및 조-일 우호친선협회 회장을 역임했다.